# Joint Security Area (pel·lícula)
|  | Aquest article tracta sobre la pel·lícula, si voleu veure l'article de l'àrea real vegeu: Àrea de Seguretat Conjunta |

Joint Security Area (공동경비구역JSA, Gongdong gyeongbi guyeok JSA) és una pel·lícula sud-coreana de l'any 2000 dirigida per Park Chan-wook.
Va ser un gran èxit a Corea del Sud i es convertí en la pel·lícula més vista de la història de Corea.
A la cimera del 2007 entre Corea del Nord i Corea del Sud, el president del Sud Roh Moo-Hyun, li va regalar un DVD de la pel·lícula al president nord-coreà, Kim Jong-il.

## Història
La història comença pocs dies després de l'assassinat de dos soldats nord-coreans a la ZDC (Zona desmilitaritzada de Corea). La fràgil relació entre tots dos països farà que s'obri una investigació especial dels fets. Aquesta investigació serà duta a terme per dues nacions neutrals (Suècia i Suïssa). La militar suïssa encarregada de la investigació és la Major Sophie (Lee Young Ae), la primera dona a entrar a la ZDC des del 1953. Els esdeveniments que van portar a l'assassinat dels dos militars es mostraran al film en una sèrie de flashbacks que ens permetran conèixer la veritable història de tot plegat.

## Actors principals
- Lee Young Ae - Major Sophie E. Jean
- Lee Byung-Hun - Sergent Lee Soo-hyeok
- Song Kang-ho - Sergent Oh Kyeong-pil
- Kim Tae Woo - Nam Sung-shik
- Shin Ha-kyun - Jeong Woo-jin

## Anàlisi
La pel·lícula no tracta només el misteri dels assassinats sinó que s'apropa a la psicologia, a les emocions i la divisió entre la Corea del Nord i la del Sud. El film no pot considerar-se propagandístic de cap de les dues parts i tracta de mostrar en tot moment l'aspecte més dramàtic des d'una perspectiva molt intensa. Aquest èxit va permetre al director Park Chan-wook de gaudir d'una bona promoció per les seves pel·lícules següents.

## Premis
- Premi a la millor pel·lícula als Grand Bell Awards (2001)
- Premi a la millor pel·lícula als Blue Dragon Film Awards (2000)
- Premi a la millor direcció als Blue Dragon Film Awards (2000)